# Flourensia collodes
Flourensia collodes là một loài thực vật có hoa trong họ Cúc. Loài này được (Greenm.) S.F.Blake mô tả khoa học đầu tiên năm 1913.